# Andrzej Tomaszewski
Andrzej Tomaszewski (Varsavia, 26 gennaio 1934 – Berlino, 25 ottobre 2010) è stato un architetto, urbanista e storico dell'architettura polacco.
Professore dal 1976, era esperto nel campo della conservazione di monumenti antichi. Era un ricercatore di storia dell'architettura e dell'arte del Medioevo, uno storico della cultura, e un esperto della teoria e della storia della tutela dei beni culturali.

## Biografia
Laureato in architettura nel 1962 presso il Politecnico di Varsavia, dal 1973 al 1981 e dal 1987 al 1988 è stato Direttore dell'Istituto di Storia dell'Architettura e dell'Arte nella stessa università. Ha insegnato presso il Wissenschaftskolleg di Berlino (1982-1985) e presso l'Università Johannes Gutenberg di Magonza (1986-1987). Nel 1988-1992 è stato il direttore generale dell'ICCROM a Roma. Nel 1984-1993 è stato presidente dell'ICOMOS.
Dal 1995 al 1999, ha ricoperto la carica di Conservatore Generale dei Monumenti Storici della Repubblica di Polonia. Nel 2005 è stato nominato primo Presidente del Comitato Internazionale ICOMOS Teoria e Filosofia della Conservazione e del Restauro, e nel 2009 è stato rieletto a Firenze. È stato delegato polacco al Comitato del Patrimonio mondiale dell'UNESCO e delegato polacco al Comitato del Patrimonio Culturale Europeo del Consiglio d'Europa.

## Attività professionale
Ha svolto un ruolo attivo in numerosi scavi archeologici (Wiślica, Strzelno, Jędrzejów, Wąchock, Opatów, Sandomierz) in alcuni dei quali ha fatto scoperte inattese, quali il pavimento lastricato inciso in Wiślica. Ha curato diversi progetti di conservazione di monumenti in Polonia, Ungheria, Belgio, Italia e Francia. Per il suo contributo alla conservazione dei monumenti storici della Calabria.
Come Conservatore Generale ha ideato un sistema di responsabilità a livello nazionale per la conservazione dei supporti materiali della memoria nazionale.
Ha portato una serie di monumenti polacchi alla iscrizione nella Lista del Patrimonio Mondiale dell'UNESCO, tra cui le Chiese della Pace a Świdnica e Jawor. È stato autore di numerosi studi e pubblicazioni. Dal 1999 ha partecipato alle attività della Fondazione Romualdo Del Bianco a Firenze, Italia, per promuovere il dialogo interculturale tra l'Europa Centro-Orientale e i Paesi occidentali.

## Riconoscimenti
Ha ricevuto molti premi e riconoscimenti, tra cui, nel 2010, il prestigioso Premio Aleksander Gieysztor della Fondazione Kronenberg.
- 1999 - Cittadinanza onorario di Bova, Calabria
- 2002 - Cittadinanza onoraria di Jawor, Polonia
- 2003 - Georg Dehio Kulturprize[1]
- 2010 - Premio Aleksander Gieysztor della Kronenberg Foundation
- 2010 - Premio Jan Zachwatowicz
- 2011 - "Anfiteatro Andrzej Tomaszewski" - anfiteatro a Firenze, Italia, intitolato alla memoria per iniziativa della Fondazione Romualdo Del Bianco[2].